# Daniela Fava
Daniela Fava (Milano, 8 ottobre 1954) è una doppiatrice italiana.

## Biografia
Da bambina ha cominciato, partecipando nel 1962 allo Zecchino d'Oro con la canzone Getto la palla.
Dopo aver recitato in moltissimi sceneggiati Rai e pubblicità televisive e radiofoniche, ha iniziato ad avvicinarsi al mondo del doppiaggio negli anni '70, prestando la voce alla bambina prodigio Alissa Jones nel telefilm Tre nipoti e un maggiordomo e poi a una giovanissima Brooke Shields nel film di Louis Malle Pretty Baby.
Divenne nota in seguito per aver doppiato moltissimi personaggi di cartoni animati e a anime, come per esempio Sailor Pluto nella serie anni '90 di Sailor Moon, Barbie (sia nelle pubblicità che nei film d'animazione dal 2001 al 2006) e soprattutto in moltissime pubblicità televisive e radiofoniche come speaker.

## Filmografia
- Storie di vita e malavita, regia di Carlo Lizzani (1975)

## Doppiaggio

### Cinema
- Brooke Shields in Pretty Baby
- Heather DeLoach in La piccola principessa
- Heidi Lenhart in La famiglia Addams si riunisce
- Francoise Surel in The Kiss
- Nana Katase in Death Note - Il film: L'ultimo nome
- Dolly Parton in Joyful Noise - Armonie del cuore
- Kathy Tong in Va a finire che ti amo

### Film d'animazione
- Setsuna Meiou in Sailor Moon S The Movie - Il cristallo del cuore e Sailor Moon SS The Movie - Il mistero dei sogni
- Barbie, Clara, Raperonzolo ed Odette in Barbie e lo schiaccianoci, Barbie Raperonzolo e Barbie - Lago dei cigni
- Narratore, Annalisa ed Erika in Barbie - La principessa e la povera
- Elina in Barbie Fairytopia e Barbie Fairytopia - Mermaidia
- Annika in Barbie e la magia di Pegaso
- Brittany Miller in Alvin Superstar incontra l'Uomo Lupo
- Elsie Sloane in Daria - The Movie: È già autunno?
- Sally Brown ne Un grandissimo compleanno, Charlie Brown!, Charlie Brown e il pifferaio magico[1][2]
- La maestra in La grande caccia all'Uovo di Pasqua
- Deunan Knut in Appleseed
- Robby in Piuma, il piccolo orsetto polare
- Mamma Furby ne L'isola di Furby
- Agnes Anne ne I nove cani di Babbo Natale
- Rika Jinnouchi in Summer Wars
- Reiko Ichinose in Piano Forest - Il piano nella foresta
- Aila in Green Legend Ran
- Sorella di Madoka negli OAV di Orange Road
- Mariel in Memole dolce Memole
- Lalla (Lottie) in Lovely Sara
- Remy Barberin in Remy la bambina senza famiglia
- Katy (Katori) in Le avventure della dolce Kati
- Signora Henderson in Sorridi, piccola Anna
- Fantine in Il cuore di Cosette
- Hina in One Piece Stampede - Il film
- Makino in One Piece Film: Red

### Serie televisive
- Catherine Hicks in Stalking - La storia di Casey
- Alice Amier in Squadra Med - Il coraggio delle donne
- Anne Heche in Ally McBeal
- Christina Hendricks in Dentro la TV
- Kristen Miller e Suzanne Davis in Undressed
- Elena Lyons in USA High
- Emma Degerstedt in Unfabulous
- Anissa Jones in Tre nipoti e un maggiordomo
- Tania Saulnier in Caitlin's Way
- David Hollander in Lewis & Clark
- Nicole Parker in Tartarughe Ninja - L'avventura continua
- Masanari Nihei in Ultraman
- Krista Tesreau, Kimberley Simms, Ann Hamilton, Barbara Crampton e Bethany Joy Lenz in Sentieri
- Sharon Case in Febbre d'amore (nel 2003)
- Elizabeth Keifer in Una vita da vivere
- Catherine Larson ne I Ryan
- Julieta Rosen in Madri egoiste
- Patricia Moreno in Innamorarsi
- Roxana Saucedo in Marcia nuziale

### Cartoni animati
- Charlie Brown in Charlie Brown[1]
- Biancarosa, Bella addormentata, Raperonzolo in Le fiabe son fantasia
- Hina, Ririca, Makino in One Piece
- Stacey Cornbred in Celebrity Deathmatch
- Marion in Mimì e la nazionale di pallavolo
- Apple Bloom (1-6ª stagione) in My Little Pony - L'amicizia è magica
- Batmouse in Batman (1968)
- Wendy Waters in Rescue Heroes - Squadra soccorso
- Gil in Bubble Guppies - Un tuffo nel blu e impari di più
- Raya in Jem
- Eliza Thornberry in La famiglia della giungla
- Zoom-Zoom in Il mondo incantato dei Pocket Dragons
- Evil-Lyn in He-Man and the Masters of the Universe
- Gaz in Invader Zim
- Pisolorso in Gli orsetti del cuore (seconda parte degli episodi)
- Dorothy Ann in Allacciate le cinture! Viaggiando si impara
- Khannie in Tex Avery Show
- Nocciola in Il mio amico Coniglio
- Ella in Viva Piñata
- Zip in Indagini a quattro zampe
- Mary Ann in Walter Melon
- Maggie in Maggie e l'incredibile Birba
- Voce narrante in Zumbers
- Ducky e Mamma in Shanna Show
- Renee la Vipera in Jacob due due
- Melody in Che drago di un drago
- Nuvole d'Estate in Storie per bambini
- Sunny in Jim Jam e Sunny
- Miguelito in Mafalda (1º doppiaggio)
- Vanessa in Milo
- Bina in I Bi-Bi
- Clementina (1ª voce) in Le avventure del Piccolo Mugnaio Bianco
- Giusy in Ondino
- Winnie in Picchiarello
- La-La Lava in Il laboratorio di Dexter
- Katy in Le avventure della dolce Kati
- Lalla in Lovely Sara
- Sara Crewe in Le più belle favole del mondo (1º doppiaggio)[3]
- Mariel in Memole dolce Memole
- Sorella di Hilary in Hilary
- Isabella in Ruy il piccolo Cid
- Sorella di Sabrina (2ª voce) in È quasi magia Johnny
- Yoyoko in Evelyn e la magia di un sogno d'amore
- Melissa in Caccia al tesoro con Montana
- Christian e Nelly (1ª voce) in Rossana
- Pisuke Soramame (2ª voce) in Dr. Slump e Arale
- Sidia/Sailor Pluto in Sailor Moon e il cristallo del cuore, Sailor Moon - La luna splende, Petali di stelle per Sailor Moon
- Ursula in Sailor Moon e il cristallo del cuore
- CereCere in Sailor Moon e il mistero dei sogni
- Marika in Petali di stelle per Sailor Moon
- Marie Lowenbrau in Nadia - Il mistero della pietra azzurra
- Miho Segawa in Magica Doremì
- NeroBunny in Sugarbunnies
- Ally in Shizuku
- Simona in Ascolta sempre il cuore Remì
- Remy in Remy la bambina senza famiglia
- Rury in Wonder Bevil
- Valeriano in Calimero
- Gem Stone in Sabrina, the Animated Series
- Giulietta in D'Artacan (2ª ediz.) e Il ritorno di D'Artacan
- Pepero in Pepero
- Pastel/Penny in Un'avventura fantastica
- Tigra in Hamtaro
- Rima in Mirmo!!
- Jun Sagami in Let's & Go - Sulle ali di un turbo
- Demetra in Pokémon Diamante Perla
- J in Pokémon Diamante e Perla: Battle Dimension
- Anemone in Una porta socchiusa ai confini del sole (1º doppiaggio)
- Angelica in Le magiche Ballerine Volanti
- Anna in Tra le onde del lago incantato
- Maria Antonietta e Baby in Viaggiando nel tempo
- Campanellino in Nel covo dei pirati con Peter Pan
- Isabel in Un fiocco per sognare, un fiocco per cambiare
- Marion in Dragon Ball Z
- Nyamar in Eto Rangers
- Nanà in City Hunter
- Nanà in Shugo Chara - La magia del cuore
- Aila in Green Legend Ran
- Carol in Platinumhugen Ordian
- Eldegard Rivera in Planetes
- Azmaria Hendric in Chrono Crusade
- Naomi in Zatch Bell!
- Mira Ackerman in Godannar
- Vivian Jones in Emma - Una storia romantica
- Fantine in Il cuore di Cosette
- Monami Suzuki in Capeta
- Tan Tan Chung in Mila e Shiro - Il sogno continua
- Mirai Tsukumo in Yu-Gi-Oh! Zexal
- Mitsuhiko Tsuburaya (2ª voce) in Detective Conan
- Marron (2ª voce) in Dragon Ball Super (ep. 53+)
- Eliza in Twin Princess - Principesse gemelle
- Trilli in Le nuove avventure di Peter Pan

### Videogiochi
- Mutante in Druuna: Morbus Gravis[4] (2001)
- Barbie in Barbie Explorer[5] (2001) e Barbie Detective: Il mistero del Luna Park[6] (2002)
- Lady Mishala in Drakan: The Ancients' Gates[7] (2002)
- Scimmia Rosa in Ape Escape 3[8] (2005)
- Chen Chi e Mrs. Thompson in Driver 76[9] (2007)
- Bellatrix Lestrange in Harry Potter e l'Ordine della Fenice[10] (2007), Harry Potter e il principe mezzosangue[11] (2009),  Harry Potter e i Doni della Morte - Parte 1[12] (2010) e in Harry Potter e i Doni della Morte - Parte 2[13](2011)
- Debora e Viviana in Lucignolo - il videogioco ufficiale (2008)
- Vayne in League of Legends (2009)
- Dusky Donovan in BioShock 2[14] (2010)
- Krom-Ha e Eva Morte in Hollywood Monsters 2[15] (2011)
- Stealth Elf in Skylanders: Spyro's Adventure (2011)
- Samantha Cross in Call of Duty: Ghosts[16] (2013)
- Jennifer Santos in Dead Space 3[17] (2013)
- Dottoressa K. Lingard in Alien: Isolation[18] (2014)
- Skipper/Felicity in Borderlands: The Pre-Sequel[19] (2014)
- Madison Li e Signora Parker in Fallout 4[20] (2015)
- Giocasta, la veggente, Zoisme e Dafne in Assassin's Creed: Odyssey[21] (2018)
- Emma in F1 2016 (2016)[22], F1 2017 (2017)[23], F1 2018 (2018)[24], F1 2019 (2019)[25], F1 2021 (2021)[26] e F1 23 (2023)[27]
- Matsu in Assassin's Creed Shadows (2025) [28]

## Spot

### Spot radio
- Vodafone, Skoda, Biotherm, Pam e Panorama e altri.

### Spot TV
- Glade, Axe, Coccolino e Lysoform e altri.